# میمون جیغ‌کش سرخ بولیوی
جیغ‌کش قرمز بولیوی (نام علمی: Alouatta sara) نام یک گونه از سرده میمون جیغ‌کش است.